# Soňa Mihoková
Soňa Mihoková (ur. 11 listopada 1971 w Liptowskim Mikułaszu) – słowacka biegaczka narciarska i biathlonistka, pięciokrotna medalistka mistrzostw Europy.

## Kariera
Pierwszy sukces w karierze osiągnęła w 1989 roku w biegach, zdobywając podczas mistrzostw świata juniorów w Vang brązowy medal w sztafecie. Na rozgrywanych rok później mistrzostwach świata juniorów w Les Saises wywalczyła srebrny medal w biegu na 15 km techniką dowolną. Od 1993 roku startowała w biathlonie.
W Pucharze Świata zadebiutowała 9 grudnia 1993 roku w Bad Gastein, zajmując 34. miejsce w biegu indywidualnym. Pierwsze punkty (w sezonach 1984/1985-1999/2000 punktowało 25. najlepszych zawodniczek) zdobyła 18 grudnia 1993 roku w Pokljuce, gdzie zajęła 11. miejsce w sprincie. Pierwszy raz na podium zawodów pucharowych stanęła 14 grudnia 1995 roku w Oslo, kończąc rywalizację w biegu indywidualnym na trzeciej pozycji. W zawodach tych wyprzedziły ją tylko Magdalena Forsberg ze Szwecji i Niemka Petra Behle. W kolejnych startach jeszcze jeden raz stanęła na podium: 16 marca 1996 roku w Hochfilzen wygrała sprint. Najlepsze wyniki osiągnęła w sezonie 1994/1995, kiedy zajęła 14. miejsce w klasyfikacji generalnej.
Na mistrzostwach Europy w Kontiolahti w 1994 roku wywalczyła srebrny medal w sztafecie, a na  mistrzostwach Europy w Ridnaun w 1996 roku srebrny medal w sprincie. Podczas rozgrywanych rok później mistrzostw Europy w Windischgarsten była trzecia w biegu indywidualnym. Jedyny złoty medal wywalczyła na mistrzostwach Europy w Zakopanem w 2000 roku, gdzie razem z koleżankami z reprezentacji zwyciężyła w sztafecie. Ponadto na mistrzostwach Europy w Langdorf w 2006 roku zdobyła brąz w biegu indywidualnym. Była też między innymi czwarta w sztafecie i sprincie na mistrzostwach świata w Anterselvie w 1995 roku. W drugiej z tych konkurencji w walce o podium lepsza o 15,5 sekundy okazała się Francuzka Corinne Niogret.
W 1994 roku wystąpiła na igrzyskach olimpijskich w Lillehammer, gdzie zajęła 40. miejsce w biegu indywidualnym i 12. w sprincie. Na igrzyskach w Nagano w 1998 roku zajmowała 26. miejsce w biegu indywidualnym, 4. w sprincie i 4. w sztafecie. W zawodach sprinterskich walkę o brązowy medal przegrała o 9,9 sekundy z Niemką Katrin Apel. Na rozgrywanych cztery lata później igrzyskach olimpijskich w Salt Lake City zajęła 14. miejsce w biegu indywidualnym, 21. w sprincie i biegu pościgowym oraz piąte w sztafecie. Brała też udział w igrzyskach w Turynie w 2006 roku, plasując się na 47. pozycji w biegu indywidualnym, 27. w sprincie i 10. w sztafecie.

## Osiągnięcia

### Igrzyska olimpijskie
| Rok  | Miejscowość    | Konkurencje | Konkurencje | Konkurencje | Konkurencje | Konkurencje | Konkurencje | Konkurencje |
| Rok  | Miejscowość    | IN          | SP          | PU          | MS          | RL          | MR          | SR          |
| ---- | -------------- | ----------- | ----------- | ----------- | ----------- | ----------- | ----------- | ----------- |
| 1994 | Lillehammer    | 40.         | 12.         | nd.         | nd.         | –           | nd.         | –           |
| 1998 | Nagano         | 26.         | 4.          | nd.         | nd.         | 4.          | nd.         | –           |
| 2002 | Salt Lake City | 14.         | 21.         | 21.         | nd.         | 5.          | nd.         | –           |
| 2006 | Turyn          | 47.         | 27.         | DNF         | –           | 10.         | nd.         | –           |

### Mistrzostwa świata
| Rok  | Miejscowość         | Konkurencje | Konkurencje | Konkurencje | Konkurencje | Konkurencje | Konkurencje | Konkurencje |
| Rok  | Miejscowość         | IN          | SP          | PU          | MS          | RL          | MR          | SR          |
| ---- | ------------------- | ----------- | ----------- | ----------- | ----------- | ----------- | ----------- | ----------- |
| 1995 | Anterselva          | 52.         | 4.          | nd.         | nd.         | 4.          | nd.         | –           |
| 1996 | Ruhpolding          | 40.         | 14.         | nd.         | nd.         | 11.         | nd.         | –           |
| 1997 | Osrblie             | 5.          | 4.          | 11.         | nd.         | 7.          | nd.         | –           |
| 1998 | Pokljuka/Hochfilzen | nd.         | nd.         | –           | nd.         | nd.         | nd.         | –           |
| 1999 | Kontiolahti/Oslo    | 33.         | DNS         | –           | –           | 8.          | nd.         | –           |
| 2000 | Oslo/Lahti          | 51.         | 49.         | 49.         | –           | 8.          | nd.         | –           |
| 2001 | Pokljuka            | 37.         | 33.         | 36.         | –           | 11.         | nd.         | –           |
| 2002 | Oslo                | nd.         | nd.         | nd.         | 27.         | nd.         | nd.         | –           |
| 2003 | Chanty-Mansyjsk     | 21.         | 9.          | 19.         | 26.         | 10.         | nd.         | –           |
| 2004 | Oberhof             | 25.         | 23.         | 48.         | –           | 15.         | nd.         | –           |
| 2005 | Hochfilzen          | 66.         | 29.         | 36.         | –           | 6.          | nd.         | –           |
| 2005 | Pokljuka            | nd.         | nd.         | nd.         | nd.         | nd.         | 16.         | –           |
| 2006 | Pokljuka            | nd.         | nd.         | nd.         | nd.         | nd.         | 25.         | –           |
| 2007 | Anterselva          | 55.         | 53.         | 51.         | –           | 15.         | 15.         | –           |

### Puchar Świata

#### Miejsca w klasyfikacji generalnej
| Sezon     | Miejsce |
| --------- | ------- |
| 1993/1994 | 56.     |
| 1994/1995 | 14.     |
| 1995/1996 | 19.     |
| 1996/1997 | 19.     |
| 1997/1998 | 46.     |
| 1998/1999 | 51.     |
| 1999/2000 | 46.     |
| 2000/2001 | 50.     |
| 2001/2002 | 37.     |
| 2002/2003 | 28.     |
| 2003/2004 | 44.     |
| 2004/2005 | 32.     |
| 2005/2006 | 56.     |

#### Miejsca na podium chronologicznie
| Lp. | Dzień      | Rok  | Miejscowość | Konkurencja                | Lokata | Pudła   | Czas biegu | Strata | Zwycięzca          |
| --- | ---------- | ---- | ----------- | -------------------------- | ------ | ------- | ---------- | ------ | ------------------ |
| 1.  | 14 grudnia | 1995 | Oslo        | Bieg indywidualny na 15 km | 3.     | 1+1+0+0 | 49:24,8    | +48,6  | Magdalena Forsberg |
| 2.  | 16 marca   | 1995 | Hochfilzen  | Sprint na 7,5 km           | 1.     | 0+1     | 25:05,1    | –      | –                  |